# El oreja rajada
El oreja rajada es una película de comedia, drama y aventura mexicana de 1980, dirigida por Rubén Galindo y protagonizada por Adalberto Martínez «Resortes», Pedro Fernández, María Rebeca e Isabel Luke. Esta película es la segunda parte de una tetralogía de películas familiares e infantiles protagonizadas por Pedrito Fernández y María Rebeca junto a Resortes, que incluyen La niña de la mochila azul (1979), La niña de la mochila azul 2 (1981) y Pánico en la montaña (1989). Fue filmada en locaciones de Brownsville, Texas, Estados Unidos y México.

## Argumento
Dos angustiados niños y un campesino hacen todo lo posible por salvar a un caballo. El ranchero Andrés quiere deshacerse de él, pero al final reconoce sus méritos.

## Reparto
- Adalberto Martínez «Resortes» como Ramón
- Pedro Fernández como Julián
- María Rebeca como Candy
- Isabel Luke como Marcela
- Ramiro Oliveros como Andrés
- Armando Calvo como Juez
- Hernando Name
- Ricardo Carrión
- Mario Arévalo
- Pedro González
- Carlos Caracciolo
- Javier Carreño
- Isabel Luque